# Clidemia venosa
Clidemia venosa là một loài thực vật có hoa trong họ Mua. Loài này được (Gleason) Wurdack mô tả khoa học đầu tiên năm 1987.